# مارتن راسنر
مارتن راسنر (بالألمانية: Martin Rasner) (18 مايو 1995 في النمسا - ) هو لاعب كرة قدم نمساوي في مركز الوسط. شارك مع منتخب النمسا تحت 18 سنة لكرة القدم ومنتخب النمسا تحت 19 سنة لكرة القدم ومنتخب النمسا تحت 20 سنة لكرة القدم ومنتخب النمسا تحت 21 سنة لكرة القدم. أما مع النوادي، فقد لعب مع نادي سانت بولتن ونادي غروديغ ونادي هايدنهايم ونادي ليفيرينج.

## وصلات خارجية
- مارتن راسنر على موقع قاعدة بيانات كرة القدم.إي يو (الإنجليزية)
- مارتن راسنر على موقع Soccerway.com (الإنجليزية)
- مارتن راسنر على موقع عالم كرة القدم.نت (الإنجليزية)